# Jan-Henrik Hedlund

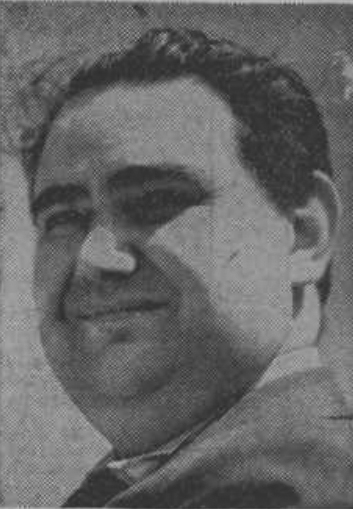
Jan-Henrik Hedlund

Jan-Henrik Bertil Hedlund, född 26 januari 1919 i Stockholm, död där 18 december 2011, var en svensk arkitekt.
Hedlund, som var son till konstnär Bertil Bull Hedlund och Karin Ericsson, utexaminerades från Kungliga Tekniska högskolan 1948 och från Kungliga Konsthögskolan 1957. Han blev arkitekt på Stockholms stads stadsbyggnadskontor 1951, stadsplanearkitekt i Norrköpings stad 1957 och var stadsarkitekt i Järfälla landskommun från 1960. Därefter tillträdde han tjänsten som stadsbyggnadsdirektör i Huddinge kommun, för vilka han verkade fram till pensioneringen 1981. Han deltog i planarbetena för Huddinge sjukhus och Kungens kurva.